# (161989) Cacus
(161989) Cacus est un astéroïde Apollon potentiellement dangereux découvert le 8 février 1978 par H.-E. Schuster à l'observatoire européen austral.
Il tient son nom de Cacus (ou Cacos), fils de Vulcain, personnage de la mythologie romaine, géant monstrueux, demi-homme et demi-satyre qui vomissait des tourbillons de flammes et de fumée. 